# Blantyre (dystrykt)
Blantyre – jeden z 28 dystryktów Malawi, w Regionie Południowym. Według danych z 2018 roku populacja wynosiła 451 220 osób.

## Sąsiednie dystrykty
- Chikwawa – południowy zachód
- Chiradzulu – wschód
- Neno – zachód
- Thyolo – południowy wschód
- Zomba – północny wschód